# Skalbodtjärnen
Skalbodtjärnen är en sjö i Krokoms kommun i Jämtland och ingår i Indalsälvens huvudavrinningsområde. Sjön har en area på 0,131 kvadratkilometer och ligger 551,3 meter över havet.

## Delavrinningsområde
Skalbodtjärnen ingår i det delavrinningsområde (709210-143375) som SMHI kallar för Utloppet av Skalbodtjärnen. Medelhöjden är 583 meter över havet och ytan är 1,33 kvadratkilometer. Det finns inga avrinningsområden uppströms utan avrinningsområdet är högsta punkten. Vattendraget som avvattnar avrinningsområdet har biflödesordning 5, vilket innebär att vattnet flödar genom totalt 5 vattendrag innan det når havet efter 292 kilometer. Avrinningsområdet består mestadels av skog (78 procent) och sankmarker (11 procent). Avrinningsområdet har 0,09 kvadratkilometer vattenytor vilket ger det en sjöprocent på 6,9 procent.